# I'm Ready (Bryan Adams)
I'm Ready è un brano musicale rock scritto da Bryan Adams e Jim Vallance nel 1978.
La canzone è stata inserita in diversi album e raccolte: nel 1983 è stata inserita nell'album Cuts Like a Knife, nel 1997 nell'album MTV Unplugged, nel 1999 nel greatest hits The Best of Me, nel 2005 nella raccolta Anthology, nel 2010 nell'album acustico Bare Bones e nell'album dal vivo Live at the Royal Albert Hall del 2023, in occasione del quarantesimo anniversario della pubblicazione dell'album Cuts Like a Knife.
Il video musicale è stato diretto da Nigel Dick.

## Descrizione
La canzone fu pubblicata per la prima volta nel 1979, da Ian Lloyd (ex The Stories), nel suo album solista Goose Bumps. Vallance ha suonato la batteria in questa registrazione. Nel 1983 lo stesso Adams registrò la canzone per il suo terzo album, Cuts Like a Knife, come una semplice canzone rock con chitarra elettrica e sintetizzatore. Adams ha coprodotto la sua versione con Bob Clearmountain, che l'ha anche mixata.
La canzone divenne un successo per Adams nel 1998, dopo essere stata inclusa nel suo album del 1997 MTV Unplugged. Patrick Leonard stava producendo queste sessioni e ha selezionato "I'm Ready" da includere nello spettacolo. Per questo concerto, la canzone è stata riarrangiata come una ballata acustica con orchestrazioni d'archi aggiunte da Michael Kamen, che aveva precedentemente lavorato su alcuni dei più grandi successi di Adams, e suonata dagli studenti della Julliard School String Ensemble. Presenta anche un Tin whistle interpretato da Davy Spillane. Nel 1998 la canzone fu pubblicata come secondo singolo di Unplugged, dopo Back to You.

## Edizione italiana
Nel 2001 "I'm Ready" è stato ripubblicato in Italia con nuovi testi, ora intitolato "Io Vivo (In Te)". Il nuovo testo italiano è stato scritto da Zucchero Fornaciari. Zucchero ha anche prodotto la nuova versione, utilizzando sostanzialmente la registrazione Unplugged, e registrandovi sopra nuove voci. Sono presenti anche percussioni aggiuntive, aggiunte da Martyn Philips utilizzando Pro Tools. Philips, insieme a Randy Staub, hanno progettato "Io Vivo (In Te)"; quest'ultimo ha anche mixato la traccia (originariamente mixata da Bob Clearmountain). Il singolo utilizza la stessa immagine e combinazione di colori della versione originale di "I'm Ready", utilizzando solo un carattere diverso.Il brano è presente nella raccolta di Bryan Adams The Best of Me ('edizione italiana) nella raccolte Zu & Co. e nell'album di cover Discover II di  Zucchero Fornaciari. Il 26 aprile 2001, Adams si esibisce a 125 milioni di caz..te, programma condotto da Adriano Celentano su Rai Uno, cantando "Io Vivo (In Te)". 

## Tracce
1. I'm Ready (MTV Unplugged) (Adams, Vallance)
2. (I Wanna Be) Your Underwear (MTV Unplugged) – (Adams, Lange)
3. Back To You (Demo) – (Adams, Kennedy)
4. I'll Always Be Right There (MTV Unplugged) - (Adams, Kamen, Lange)

### Versione italiana
1. Io Vivo (In Te) - (Adams, Vallance, Zucchero)
2. I'm Ready – (Adams, Vallance)
3. (I Wanna Be Your) Underwear – (Adams, Lange)

## Formazione

### Formazione "Bryan Adams Cuts Like a Knife" (1983)
Musicisti
- Bryan Adams: Chitarra ritmica, voce
- Keith Scott: Chitarra solista
- Mickey Curry: batteria
- Dave Taylor: basso
- Tommy Mandel: Tastiere
- Lou Gramm: Cori

Produzione
- Bryan Adams – produzione
- Bob Clearmountain  –  produzione,  missaggio
- Registrato da Bob Clearmountain, settembre 1982, al Little Mountain Sound Studios (Vancouver) e alla Power Station Studios (New York).

### Formazione "Bryan Adams Unplugged" (1997)
Musicisti
- Bryan Adams: chitarra ritmica, voce
- Keith Scott: chitarra ritmica, chitarra solista
- Tommy Mandel: tastiere, Organo Hammond
- Patrick Leonard: pianoforte
- Dave Taylor: basso
- Mickey Curry: batteria
- Davy Spillane: Tin whistle
- Danny Cummings: Percussioni
- Michael Kamen : Direttore d'orchestra e Arrangiamento
- Julliard School String Ensemble - archi

Produzione
- Patrick Leonard – produzione
- Bryan Adams  – produzione
- Registrato da Bob Clearmountain e Dave Hewitt, il 26 settembre 1997, Hammersmith Ballroom, New York, su Remote Recording Services. Il missaggio  è stato effettuato da Bob Clearmountain al The Warehouse Studio, Vancouver.

### Formazione "Bryan Adams Bare Bones" (2010)
Musicisti
- Bryan Adams: Chitarra ritmica, voce
- Gary Breit: pianoforte

Produzione
- Bryan Adams – produzione
- Registrato da Ben Dobie all'Anderson Center for the Performing Arts di Binghamton, il 14 giugno 2010. Il missaggio  è stato effettuato da Bob Clearmountain al Mix This a Los Angeles.

### Formazione "Live at the Royal Albert Hall" (2023)
- Bryan Adams – Chitarra, Cantante
- Keith Scott – Chitarra
- Pat Steward – Batteria
- Gary Breit – Tastiere
- Solomon Walker – Basso

### Personale tecnico
- Produttore discografico – Bryan Adams
- Ingegnere Mixing – Hayden Watson
- Ingegnere di registrazione – Rob Nevalainen
- Mastering – Bob Ludwig

### Versione italiana
Musicisti
- Gli stessi della versione MTV Unplugged del 1997, con Bryan Adams che canta in lingua italiana. Il nuovo testo è stato scritto da Zucchero Fornaciari.[3]

Produzione
- Antonio Baglio – mastering (tracce: 1)
- Bob Clearmountain, Randy Staub – missaggio (tracce: 1)
- Bryan Adams, Patrick Leonard, Zucchero  –  produzione (tracce: 1)
- Martyn Phillips – pro tools (tracce: 1)
- Martyn Phillips, Randy Staub – registrazione (tracce: 1)
- Le tracce 2 e 3 sono state prodotte da Patrick Leonard e Bryan Adams e registrate da Bob Clearmountain e Dave Hewitt, il 26 settembre 1997, Hammersmith Ballroom, New York, su Remote Recording Services. Il missaggio  è stato effettuato da Bob Clearmountain al The Warehouse Studio, Vancouver.

## Classifiche

### Classifiche settimanali
| Classifica (1983)             | Posizione massima |
| ----------------------------- | ----------------- |
| Stati Uniti (mainstream rock) | 24                |
| Classifica (1998)             | Posizione massima |
| Belgio (Fiandre)              | 12                |
| Canada Top Singles            | 11                |
| Canada Adult Contemporary     | 1                 |
| Europa                        | 98                |
| Germania                      | 66                |
| Paesi Bassi                   | 26                |
| Regno Unito                   | 20                |
| Scozia                        | 22                |

### Classifiche di fine anno
| Classifica (1998)         | Posizione |
| ------------------------- | --------- |
| Canada Top Singles        | 73        |
| Canada Adult Contemporary | 8         |

## Altre registrazioni
- 1979 - Ian Lloyd[1]
- 2001 - Zucchero Fornaciari[1]

## Riconoscimenti
- 1984 - Juno Award Nomination (Canada) - Single of the Year[1]
- 2007 - SOCAN Classics Award for more than 100,000 radio performances in Canada[1]